# Nedymoserica flavida
Nedymoserica flavida är en skalbaggsart som beskrevs av Brenske 1901. Nedymoserica flavida ingår i släktet Nedymoserica och familjen Melolonthidae. Inga underarter finns listade i Catalogue of Life.